# Søgård - Et andelslandbrug
|  | Denne artikel er oprettet af botten PalnaBot ud fra en ekstern database. Den kan derfor have sproglige fejl eller mangler. Denne skabelon kan fjernes efter kontrol af indholdet. |

Søgård - Et andelslandbrug er en film instrueret af Nick E.R Sunderland efter manuskript af Nick E.R Sunderland.

## Handling
Ca. 30 km fra Herning ligger Søgård, et andelslandbrug med 180 tønder land og en malkekvægsbesætning på 165 jerseykøer med opdræt. 8 mennesker er gået sammen om denne specielle ejerform. De fortæller om deres baggrund og om, hvorfor de synes, at et andelslandbrug er en fremtidig model, som samfundet burde satse mere på.